# Empresa financiera
Empresa financiera se denomina a la persona natural o a la persona jurídica que se dedique a ofrecer al público préstamos o facilidades de financiamiento en dinero.  Se incluyen bajo esta denominación a las personas que se dediquen a actividades propias o similares de una empresa financiera aún si su denominación no contenga la palabra financiera.  Bajo esta definición se excluyen las casas de empeño, mueblerías y cualquier persona natural o jurídica que realice operaciones de financiamiento de sus propias ventas.

## República de Panamá
Un ejemplo de la legislación al respecto es la que se ha establecido en la República de Panamá, donde las operaciones de préstamos de bancos y las entidades están reguladas por la Superintendencia de Bancos, empresas de seguros y reaseguros, cooperativas, empresas mutualistas, así como asociaciones de ahorro y préstamo.
La Dirección de Empresas Financieras del Ministerio de Comercio e Industrias en Panamá es el ente rectores, fiscalizador y regulador de las empresas financieras, así como el encargado de expedir y revocar las autorizaciones de operación en las
actividades de empresas financieras, y de velar por el fiel cumplimento de las disposiciones de la Ley que las regula y los reglamentos correspondientes.